# Skype for Business
Skype for Business (precedentemente Microsoft Lync e prima ancora Microsoft Office Communicator) è stato un client di messaggistica istantanea ad uso professionale, disponibile nella suite cloud Microsoft 365.
È stato ritirato a fine luglio 2021.

## Storia
Skype for Business era da considerarsi come software per organizzazioni (aziende, enti pubblici, università, ecc.) a differenza di Windows Live Messenger; infatti, aveva funzioni diverse ed è stato progettato appositamente per le esigenze commerciali o professionali, soprattutto per l'introduzione del telelavoro o la didattica a distanza. In pratica, Skype for Business era la versione di Skype rivolta alle organizzazioni.
Microsoft Lync è stato distribuito da Microsoft il 25 gennaio 2011. La versione precedente è Office Communicator 2007 R2, distribuita il 19 marzo 2007.. Lync e Skype for Business erano i sostituti di Windows Messenger usato in abbinamento a Microsoft Exchange Server, come software di messaggistica istantanea per esigenze di telelavoro da casa.
Microsoft Lync 2010 è stato distribuito per Windows Phone
, Android e iOS nel dicembre 2011, BlackBerry, i dispositivi BlackBerry10 sono compatibili anche con Microsoft Lync 2013.
Microsoft Lync Server poteva essere sostituito con Lync Online.

## Cronologia versioni
Di seguito l'elenco degli aggiornamenti apportati alla versione Desktop di Microsoft Lync 2010.
- Microsoft Lync 2010 - Ver 4.0.7577.0
- Microsoft Lync 2010 - Aggiornamento Cumulativo 1 - Ver 4.0.7577.108 (Gen 2011)
- Microsoft Lync 2010 - Aggiornamento Cumulativo 2 - Ver 4.0.7577.253 (Apr 2011)
- Microsoft Lync 2010 - Aggiornamento Cumulativo 2.1 - Ver 4.0.7577.256 (Apr 2011)
- Microsoft Lync 2010 - Aggiornamento Cumulativo 2.2 - Ver 4.0.7577.275 (Apr 2011)
- Microsoft Lync 2010 - Aggiornamento Cumulativo 2.3 - Ver 4.0.7577.280 (Mag 2011)
- Microsoft Lync 2010 - Aggiornamento Cumulativo 3 - Ver 4.0.7577.314 (Lug 2011)
- Microsoft Lync 2010 - Aggiornamento Cumulativo 3.1 - Ver 4.0.7577.330 (Set 2011)
- Microsoft Lync 2010 - Aggiornamento Cumulativo 3.2 - Ver 4.0.7577.336 (Ott 2011)
- Microsoft Lync 2010 - Aggiornamento Cumulativo 4 - Ver 4.0.7577.4051 (Dic 2011)
- Microsoft Lync 2010 - Aggiornamento Cumulativo 4.1 - Ver 4.0.7577.4061 (Mar 2012)

## Caratteristiche
Oltre a essere installabile autonomamente, Skype for Business è parte integrante della versione di Microsoft Office professional rivolta alle organizzazioni cioè Office Professional Plus. È utilizzabile dalle organizzazioni in due modalita: online e ibrido.
Le caratteristiche principali che contraddistinguono Microsoft Lync sono messaggistica istantanea, Voice Over IP e videoconferenza. Le funzionalità avanzate di Microsoft Lync sono strettamente legate ad altri software Microsoft dai quali riesce ad acquisire molte informazioni quali:
- La disponibilità dei contatti è acquisita da Microsoft Outlook integrato con i calendari gestiti da un Microsoft Exchange Server.
- Le liste dei contatti possono essere acquisite da un server Microsoft in rete locale.
- Utilizza i protocolli TLS e SRTP per crittografare e proteggere il traffico tra client e server.
- Permette la condivisione dei file.

Ma la vera novità di questa versione è la collaborazione in tempo reale che consente ad un gruppo di persone di lavorare simultaneamente sugli stessi documenti e al contempo comunicare tra di loro.
Questa nuova caratteristica permette di fare le seguenti cose:
- Collaborare attraverso una pagina vuota per note, disegni o immagini importate sui quali i partecipanti alla riunione possono lavorare insieme.
- Interagire simultaneamente durante una presentazione in PowerPoint, i partecipanti non possono modificare la presentazione, ma possono interagire con essa aggiungendo note, disegni o grafici.
- L'organizzatore della riunione può creare dei sondaggi ed i partecipanti la riunione possono votare e visualizzare i risultati.
- La condivisione desktop consente ai partecipanti di interagire con la sessione dell'organizzatore.
- La condivisione di applicazioni consente ai partecipanti di interagire con una sola applicazione.

Tutte le sessioni di collaborazione vengono automaticamente definite come conferenze, dove i partecipanti possono invitare altri contatti. L'organizzatore della conferenza può conferire ai partecipanti il potere di agire come relatori o come semplici spettatori.
Per utilizzare Skype for Business l'organizzazione deve avere l'ID della licenza acquistata (incorporata, nel tempo, nell'abbonamento a Office 365, diventato nel 2020 Microsoft 365) e impostare il tenant di configurazione della messaggistica (dominio personalizzato dell'organizzazione). Successivamente, gli utenti accedono con l'ID utente (tipo indirizzo mail) e password, forniti dall'organizzazione cui fanno parte. Prima della diffusione dell'account Microsoft legato ad abbonamenti aziendali Office 365, la configurazione di Skype for Business richiedeva spesso un intervento sistemistico specialistico in quanto occorreva manualmente impostare il web server di supporto all'applicazione.
Lo strumento ha anche un'applicazione denominata Gestione registrazioni di Skype for Business che serve per amministrare le registrazioni eseguite con l'app.

## Fine del ciclo di vita
Microsoft aveva deciso che dal 2021 Skype for Business sarebbe stato terminato. Questo è avvenuto il 31 luglio 2021 giorno in cui l'applicazione è stata ritirata da Microsoft, sostituita dalla piattaforma Microsoft Teams. Questo ha riguardato anche Skype for Business Online.